# Ralph Hartley
Ralph Vinton Lyon Hartley (Spruce, 30 novembre 1888 – New Jersey, 1º maggio 1970) è stato uno scienziato e ricercatore elettronico statunitense.
A lui si deve l'invenzione dell'oscillatore di Hartley e della trasformata di Hartley ed ha contribuito alla fondazione della teoria dell'informazione.

## Biografia
Hartley nacque a Spuce nel Nevada e frequentò l'università dello Utah dove ricevette un A.B. degree nel 1909. Ottenne la borsa di studio Rhodes al St John's College dell'Università di Oxford nel 1910 e ricevette il B.A. degree nel 1912 e il B.Sc. degree nel 1913. Sposò Florence Vail di Brooklyn il 21 marzo 1916.
Tornò negli Stati Uniti e fu impiegato presso il laboratorio di ricerca della Western Electric Company. Nel 1915 è stato responsabile dello sviluppo del ricevitore radio per la Bell System per i test del radiotelefono transatlantico. Per questo sviluppò l'oscillatore di Hartley e anche un circuito di neutralizzazione per eliminare il canto del triodo derivanti dall'aggancio interno. Un brevetto per l'oscillatore fu presentato il 1º giugno 1915 ed assegnato il 26 ottobre 1920.
Durante la prima guerra mondiale ha stabilito i principi che hanno portato allo sviluppo in seguito del radiogoniometro.
Dopo la guerra tornò a Western Electric. In seguito ha lavorato presso i Bell Laboratories. Effettuò ricerche sui ripetitori, sulla trasmissione vocale, sulla trasmissione della portante e formulò la legge per la quale "la quantità totale di informazione che può essere trasmessa è proporzionale alla banda di frequenza trasmessa e il tempo di trasmissione." Dopo circa 10 anni di malattia, tornò a Bell Labs nel 1939 come consulente.
Durante la seconda guerra mondiale fu particolarmente impegnato con i problemi dei servomeccanismi.
Si ritirò dai Bell Labs nel 1950 e morì il 1 ° maggio 1970.

## Premi
- Nel 1946 ottenne la IRE Medal of Honor per il suo oscillatore e le informazioni della sua legge proporzionale. Questo premio gli fu conferito dal Institute of Radio Engineers che in seguito si fuse divenendo Institute of Electrical and Electronics Engineers e il premio divenne la IEEE Medal of Honor.
- Divenne membro dell'American Association for the Advancement of Science.

## Pubblicazioni
- Hartley, R.V.L., "Transmission of Information" Archiviato il 4 ottobre 2011 in Internet Archive., Bell System Technical Journal, July 1928, pp. 535–563.
- Hartley, R.V.L., "A More Symmetrical Fourier Analysis Applied to Transmission Problems," Proceedings of the IRE 30, pp. 144–150 (1942).
- Hartley, R.V.L., "A New System of Logarithmic Units", Proceedings of the IRE, January 1955, Vol. 43, No. 1.
- Hartley, R.V.L., "Information Theory of The Fourier Analysis and Wave Mechanics", August 10, 1955, publication information unknown.
- Hartley, R.V.L., "The Mechanism of Gravitation", January 11, 1956, publication information unknown.
- Hartley, R.V.L., "A Wave Mechanism of Quantum Phenomena", Physical Review, Volume 33, Page 289, 1929 (abstract only)
- Hartley, R.V.L., "Oscillations in Systems with Non-Linear Reactance", The Bell System Technical Journal, Volume 15, Number 3, July 1936, pp 424 – 440